# Pik Skalisty
Der Pik Skalisty (russisch Пик Скалистый, „felsiger Gipfel“) ist der höchste Berg der Turkestankette in Zentralasien.
Der vergletscherte 5621 m hohe Berg liegt im östlichen Teil der Turkestankette im Oblus Batken im Südwesten von Kirgisistan 7 km von der tadschikischen Grenze entfernt. Die Süd- und Ostflanken werden vom Soʻx entwässert, während die Nordwestflanke im Einzugsgebiet der Isfara liegt.

## Karten
- russ. Karte (1:100.000)